# Braulio Brizuela
Braulio Aníbal Brizuela Benítez (Asunción, Paraguay, 24 de agosto de 1988) es un exfutbolista paraguayo nacionalizado chileno, que jugaba como delantero. Es hermano del también exfutbolista Hugo Brizuela.

Universidad católica de Ecuador 

## Trayectoria
Se formó en las divisiones inferiores de la Universidad Católica, donde fue uno de los proyectos más importantes salidos de la cantera universitaria. Ganó con la Sub-17 del club el Torneo Sub-17 de Veracruz, en México, donde se consagró como el máximo goleador con 7 tantos.
En 2007 fue enviado a préstamo a Provincial Osorno, donde debutó en el profesionalismo, logrando ser el segundo goleador del equipo que obtuvo el título de la Primera B de ese año, y el ascenso a la Primera División.
En 2008 regresó a la Universidad Católica, para afrontar el Torneo de Apertura y la Copa Libertadores, en la cual la UC no pudo acceder a la siguiente ronda por diferencia de goles. Durante aquella temporada tuvo algunos problemas con el técnico Fernando Carvallo, por su falta de oportunidades en el equipo titular.
Finalmente, en junio de 2008 es enviado a préstamo a Santiago Wanderers para volver a jugar en la Primera B, debutando el 29 de junio de 2008. Acabada la temporada, Santiago Wanderers decide no ejercer la opción de alargar su préstamo y por lo tanto debió regresar a Universidad Católica.
A principios de enero de 2009 fue enviado nuevamente a préstamo, esta vez a la Universidad Católica de Ecuador de la Serie B ecuatoriana. En aquel torneo el club acabó segundo, asciendo de categoría, y Brizuela culminó una buena temporada, con 11 goles anotados. 
En 2010, Braulio regresó a Chile, para integrarse a Curicó Unido de la Primera B de Chile. En el elenco albirrojo estuvo hasta el 2012.
Su carrera continuó en Chile, el 2013 integró los planteles de Deportes Puerto Montt y Universidad Católica, al año siguiente fichó por San Marcos de Arica, y en 2015 jugó en Lota Schwager, club en donde finalizó su carrera.

## Clubes
| Club                  | País    | Temporadas |
| --------------------- | ------- | ---------- |
| Provincial Osorno     | Chile   | 2007       |
| Universidad Católica  | Chile   | 2008       |
| Santiago Wanderers    | Chile   | 2008       |
| Universidad Católica  | Ecuador | 2009       |
| Curicó Unido          | Chile   | 2010-2012  |
| Deportes Puerto Montt | Chile   | 2013       |
| Universidad Católica  | Chile   | 2013       |
| San Marcos de Arica   | Chile   | 2014       |
| Lota Schwager         | Chile   | 2014-2015  |

## Palmarés

### Torneos nacionales
| Título    | Equipo            | País  | Año  |
| --------- | ----------------- | ----- | ---- |
| Primera B | Provincial Osorno | Chile | 2007 |

### Copas internacionales
| Título                        | Equipo                      | País  | Año  |
| ----------------------------- | --------------------------- | ----- | ---- |
| Campeonato Sub-17 de Veracruz | Universidad Católica Sub-17 | Chile | 2006 |

### Distinciones individuales
| Distinción                         | Año  |
| ---------------------------------- | ---- |
| Goleador Torneo Sub-17 de Veracruz | 2006 |